# Castro Alves - Retrato Falado do Poeta
Castro Alves – Retrato falado do poeta é um filme documentário brasileiro de 1999, dirigido pelo cineasta Silvio Tendler.
O filme é um misto de documentário e ficção, com Bruno Garcia no papel de Castro Alves.

## Sinopse
Conta a história e a luta do poeta Castro Alves pela proclamação da república e pela abolição da escravatura.

## Prêmios
- Troféu Margarida de Prata – CNBB (1999)